# Edward Kelley
Sir Edward Kelley sau Kelly, cunoscut și ca Edward Talbot (n. 1 august 1555, Worcester, Anglia – d. 1 noiembrie 1597, Most , Regatul Boemiei),  a fost o figură ambiguă a ocultismului renascentist englez  și medium auto-declarat, care a lucrat cu John Dee în investigațiile sale asupra magiei. Pe lângă capacitatea de a invoca spirite sau îngeri cu ajutorul unui glob de cristal, pe care John Dee l-a evaluat, Kelly a pretins că posedă secretul transmutării metalelor inferioare în aur.
Legende despre Kelly au început să apară la scurt timp după moartea sa. Biografia viu colorată și notorietatea sa relativă printre istoricii de limbă engleză (în principal din cauza asocierii sale cu Dee) pot fi sursa imagini folclorice de alchimist-șarlatan.
În mai 1591, Rudolf al II-lea al Sfântului Imperiu Roman l-a arestat și întemnițat pe Kelley în Castelul Křivoklát de lânga Praga, pentru presupusa ucidere a unui oficial pe nume Jiri Hunkler într-un duel.

## Legături externe
- John Dee reports of Dee/Kelley Angel Conversations edited in PDF by Clay Holden
- Online Galleries, History of Science Collections, University of Oklahoma Libraries Arhivat în 14 august 2014, la Wayback Machine. High resolution images of works by and/or portraits of Edward Kelley in .jpg and .tiff format.
- Morris, Tom. John Dee and Edward Kelley (2013) Available online

## Vezi și
- Magie enohiană